# Meczet Achmata Kadyrowa
Meczet Achmata Kadyrowa – meczet znajdujący się w Groznym, stolicy Czeczenii.
16 października 2008 roku meczet został oficjalnie otwarty w ceremonii, w której uczestniczyli prezydent Czeczenii Ramzan Kadyrow i rosyjski premier Władimir Putin. Meczet ten jest jednym z największych w Europie. Minarety mają wysokość 62 metrów, a całkowita powierzchnia kompleksu, na którym znajduje się meczet, wynosi ponad 14 hektarów. Jednocześnie może się w nim modlić 10 tysięcy muzułmanów.